# Óscar Miñambres Pascual
Óscar Miñambres Pascual   (Madrid, 1 de gener de 1981) és un futbolista professional madrileny. Juga habitualment a la demarcació de lateral dret. Durant la seva trajectòria professional ha patit dues grans lesions de genoll que l'han mantingut lluny dels terrenys de joc durant mesos. El juny del 2007 va fitxar per l'Hèrcules Club de Futbol, però a causa de les seves lesions va decidir deixar l'equip alacantí per abandonar definitivament el futbol professional.

## Trajectòria esportiva
Miñambres va formar part de les categories inferiors del Reial Madrid CF fins a l'any 2002, quan va començar a jugar amb el primer equip. El seu debut a Primera Divisió va ser el 10 de febrer del 2002, al Bernabéu, davant la UD Las Palmas, guanyant per un contundent 7-0. A la temporada 2004-2005 va ser cedit a l'Espanyol, on no va gaudir d'oportunitats a causa d'una greu lesió de genoll, que li va impedir jugar fins a final de la temporada.
Una vegada va tornar al Reial Madrid, i sense disputar cap partit, va tornar a lesionar-se del genoll, impedint-li jugar en tota la temporada. Al desembre del 2006 va tornar a jugar després de diversos anys lesionat.
En finalitzar el seu contracte amb el Reial Madrid, va fitxar per l'Hércules CF, on només va poder entrenar-se un cop, decidint retirar-se del futbol degut als seus problemes físics al genoll esquerre.

## Palmarès

### Campionats estatals
| Títol               | Club         | País    | Any  |
| ------------------- | ------------ | ------- | ---- |
| Supercopa d'Espanya | Reial Madrid | Espanya | 2001 |
| Lliga espanyola     | Reial Madrid | Espanya | 2003 |
| Supercopa d'Espanya | Reial Madrid | Espanya | 2003 |
| Lliga espanyola     | Reial Madrid | Espanya | 2007 |

### Campionats internacionals
| Títol                 | Equip        | País    | Any  |
| --------------------- | ------------ | ------- | ---- |
| Lliga de Campions     | Reial Madrid | Espanya | 2002 |
| Supercopa d'Europa    | Reial Madrid | Espanya | 2002 |
| Copa Intercontinental | Reial Madrid | Espanya | 2002 |